# Trà Đốc
Trà Đốc là một xã thuộc thành phố Đà Nẵng, Việt Nam.
Xã Trà Đốc có diện tích 54,37 km², dân số năm 2019 là 2.834 người, mật độ dân số đạt 52 người/km².